# Туманность Голубой Снежок

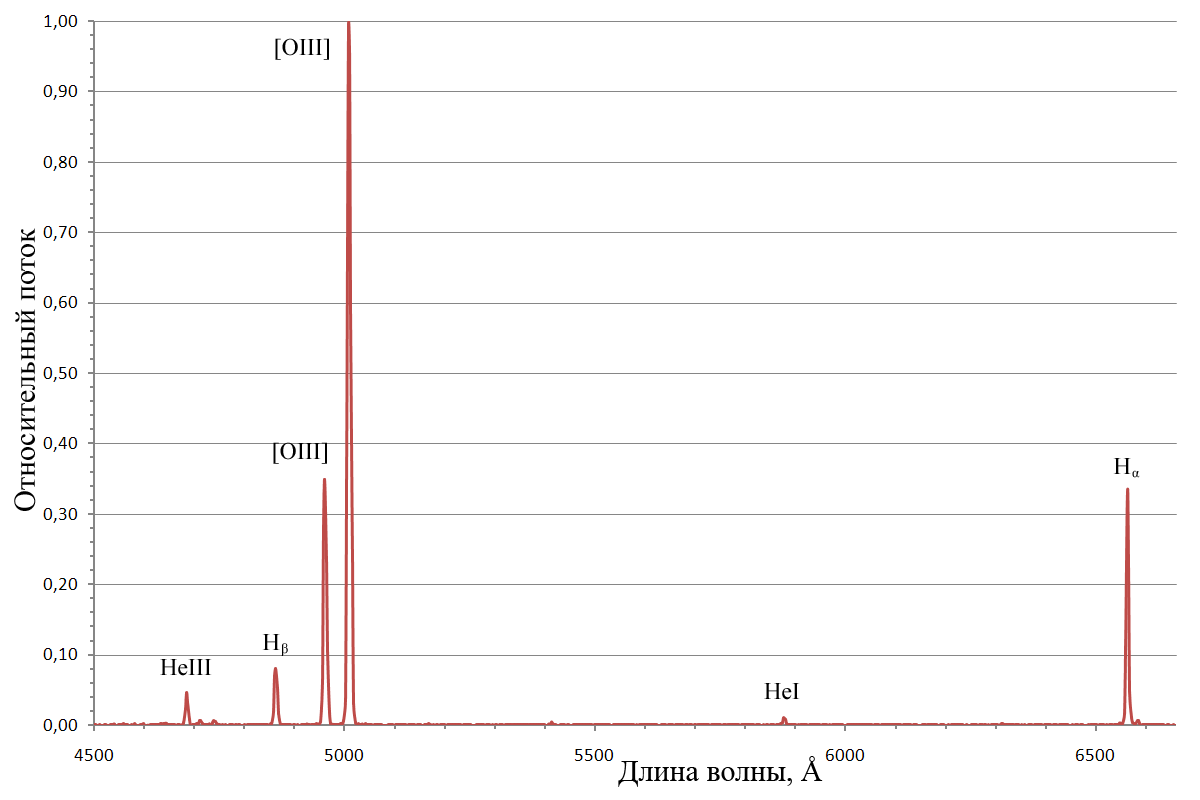
Спектр туманности в диапазоне 4500 — 6660 Å. В левой части спектра видны линия гелия (HeIII, 4686 Å), линия водорода (H_{β}, 4861 Å), а также две запрещённые линии кислорода ([OIII], 4959 Å и [OIII], 5007 Å), в правой части — линия гелия (HeI, 5876 Å) и линия водорода (H_{α}, 6563 Å).

NGC 7662 (другие обозначения — PK 106-17.1, C 22) — планетарная туманность в созвездии Андромеды.
Расстояние до этой туманности точно не известно. Согласно Skalnate Pleso Catalogue (1951 г.), расстояние до NGC 7662 составляет примерно 1800 световых лет, реальный размер около 20 тыс. а. е. В более позднем исследовании ярких планетарных туманностей (C. R. O’Dell, 1963 г.) получено расстояние в 1740 парсек, или около 5600 св. лет, а размер был увеличен до 0,8 св. года, или почти 50 тыс. а. е. Туманность имеет слабую центральную звезду переменной величины, с магнитудой в диапазоне от 12 до 16. Эта звезда является голубым карликом с непрерывным спектром и расчётной температурой около 75000 К, так что ядро NGC 7662 относится к числу самых горячих из известных звёзд.
Туманность NGC 7662 довольно популярна среди любителей астрономии. Небольшой рефрактор покажет звездоподобный объект с едва заметной туманной природой. В 6-дюймовый телескоп при увеличении около 100× виден слегка голубоватый диск, а телескопы диаметром 16 дюймов и выше могут показать небольшие вариации цвета и яркости во внутренней части.

## Фотографии
| - Изображение Туманности Голубой Снежок снятое космическим телескопом Хаббл - Изображение NGC 7662 |